# Pterygotrigla spirai
Pterygotrigla spirai is een straalvinnige vissensoort uit de familie van ponen (Triglidae). De wetenschappelijke naam van de soort is voor het eerst geldig gepubliceerd in 1997 door Golani & Baranes.